# 633 Zelima
633 Zelima este un asteroid din centura principală, descoperit pe 12 mai 1907, de August Kopff.